# Mike Nelson
Michael „Mike“ Nelson (* 20. August 1967 in Loughborough) ist ein britischer Installationskünstler und Bildhauer. Er vertrat Großbritannien bei der Biennale von Venedig 2011. Nelson wurde zwei Mal für den Turner Prize nominiert: 2001 (es gewann schließlich Martin Creed) und 2007 (Gewinner war Mark Wallinger).

## Leben
Nelson studierte von 1986 bis 1990 an der University of Reading, wo er mit dem Bachelor of Arts in Bildender Kunst abschloss. Von 1992 bis 1993 setzte er seine Studien am Chelsea College of Art and Design fort und erlangte den Master of Arts in Bildhauerei. Er lebt in London.

## Werk und Ausstellungen
Zu Nelsons Werk gehören Skulpturen und begehbare, ortsspezifische Installationen. Seine akribisch gestalteten Installationen erzeugen oft enigmatische Umgebungen, deren Deutung dem Besucher überlassen bleibt. Dieser Effekt wird durch rätselhafte Werktitel und häufig auch durch Bezüge auf Belletristik und Geschichte verstärkt.
Nelsons Installationen existieren üblicherweise nur für den Zeitraum der Ausstellung, für die sie geschaffen wurden. Oft handelt es sich um ausgedehnte Labyrinthe, in denen sich der Betrachter selbst seinen Weg finden soll. Sein Werk für die Biennale in Venedig 2001, The Deliverance and the Patience (englisch Die Erlösung und die Geduld) befand sich in einer ehemaligen Brauerei auf Giudecca. Im September 2007 zeigte er A Psychic Vacuum im Essex Street Market, New York. Weitere Projekte waren 24A Orwell Street King's Cross Sydney, The Coral Reef im Tate Britain (2000–2011) und die Ausstellung Mike Nelson: Amnesiac Hide in Toronto (2014). 
Bei der Biennale von Venedig 2011 errichtete Nelson im Britischen Pavillon die architektonische Installation I, Imposter, welche auf die im 17. Jahrhundert begründete Karawanserei Büyük Valide Han in Istanbul sowie auf Nelsons 2003 dort ausgestellte Installation (Magazin: Büyük Valide Han) Bezug nimmt. Als Inspiration dafür diente ihm Orhan Pamuks Roman Die weiße Festung.